# Charminus aethiopicus
Charminus aethiopicus là một loài nhện trong họ Pisauridae.
Loài này thuộc chi Charminus. Charminus aethiopicus được Lodovico di Caporiacco miêu tả năm 1939.